# Pietro Bianchi (architetto)

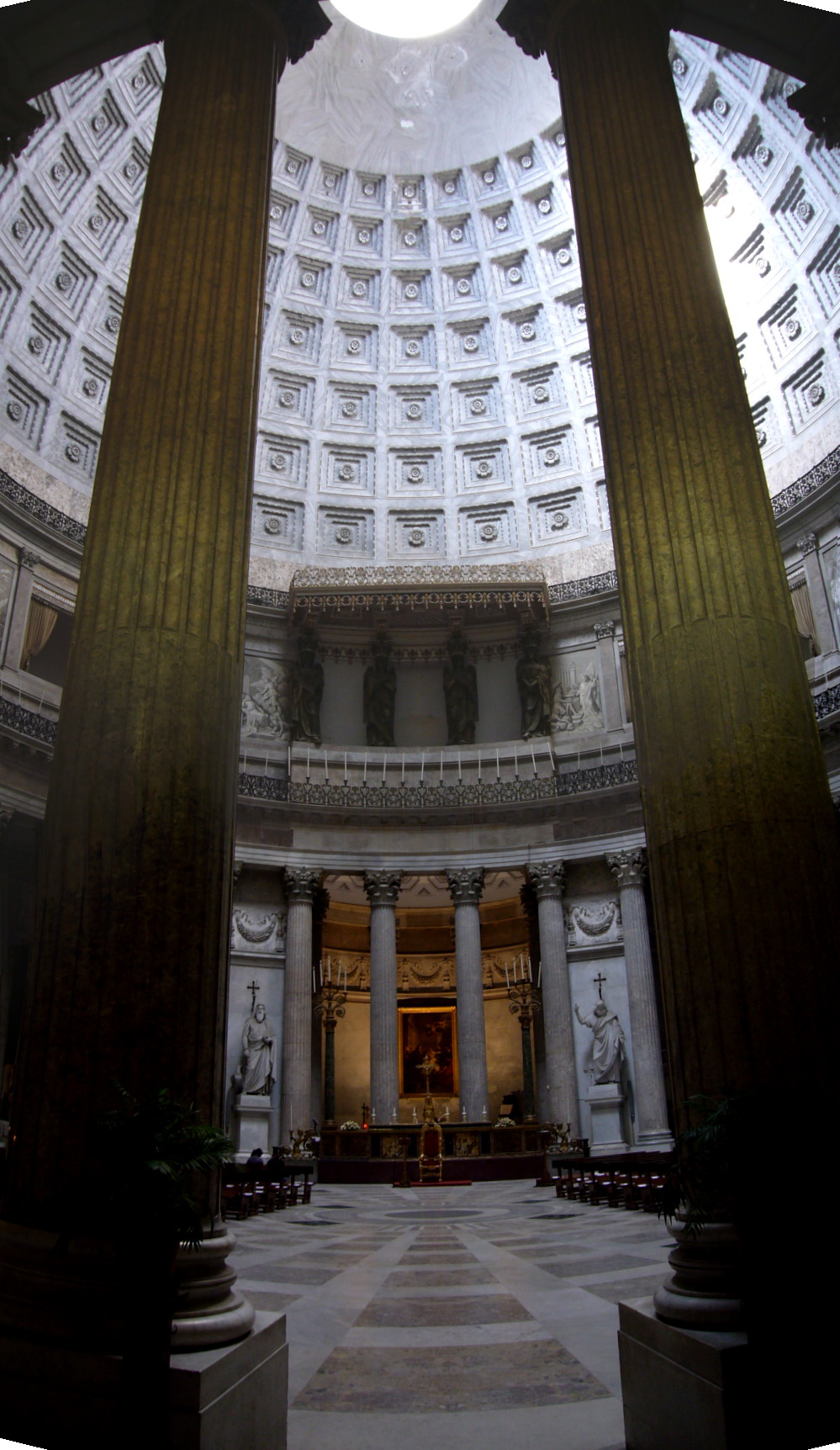
Interno di San Francesco di Paola, Napoli

Pietro Bianchi (Lugano, 26 marzo 1787 – Napoli, 28 dicembre 1849) è stato un architetto, ingegnere e archeologo svizzero-italiano.

## Biografia
Di origini luganesi, e artisticamente italiano, divenne allievo di Luigi Cagnola all'Accademia di Milano, e la sua opera più celebre è la chiesa di San Francesco di Paola, a Napoli; ispirata alle forme del Pantheon di Roma, la basilica fu costruita tra il 1817 e il 1846 a coronamento della piazza del Plebiscito e ha anche disegnato un palazzo a Varese.